# Nulator
Nulator – dwójnik elektryczny, przez który nie płynie prąd i na zaciskach którego nie występuje napięcie, tzn. w każdej chwili mamy: {\displaystyle U=0} oraz {\displaystyle I=0.}
Charakterystyka prądowo-napięciowa nulatora przedstawia punkt w początku układu współrzędnych. Nie istnieje element realny o tak specyficznych właściwościach, który mógłby spełnić podane warunki. Ze tego powodu nazywany jest niekiedy elementem zdegenerowanym, gdyż zależności, które opisuje różnią się w istotny sposób od zależności przypisywanych standardowym elementom jak rezystor czy cewka.
Nulator stosowany jest do budowy schematów zastępczych, zawierających elementy aktywne dzięki czemu można realnie odwzorować istniejące czwórniki aktywne. W układach takich nulator zawsze występuje w parze z noratorem.
Czwórnik mający w obwodzie wejścia nulator, a w obwodzie wyjścia norator nazywany jest nulorem.